# ソッピース パップ
ソッピース パップ
- 用途：戦闘機
- 分類：複葉機
- 設計者：ハーバート・スミス
- 製造者：ソッピース・アヴィエーション
- 運用者**イギリス
  - オーストラリア
  - オランダ
  - ギリシア
  - 日本
  - アメリカ
  - ロシア
- 初飛行：1916年2月
- 生産数：1,770機
- 生産開始：1916年
- 運用開始：1916年10月

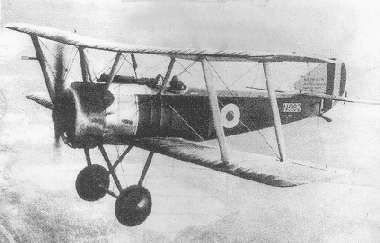
飛行中のパップ

ソッピース パップ（Sopwith Pup）は第一次世界大戦で使用されたイギリスの単座複葉戦闘機。ソッピース・アヴィエーションで製作され、正式な名前はソッピース・スカウトだったが、より大型の複座機ソッピース 1½ ストラッターに比較して子犬（Pup）のようであったことから、パイロットによってパップという愛称が付けられた。その名は品がないと考えられたため、正式な名前とは認められなかったが、これが先例となり、以後のソッピース機はすべて（ソッピース トライプレーンを除いて）、哺乳類または鳥類の名（キャメル（ラクダ）、ドルフィン（イルカ）、スナイプ（シギ））等が付けられることとなった。パップの素直な飛行特性は航空母艦の甲板からの離着陸試験に最適だった。

## 設計と開発
パップは、ソッピース社のテストパイロットであるハリー・ホーカーの個人用飛行機を基礎にしたものである。1915年に設計されたこのソッピース SL TBPと呼ばれた飛行機は、グノーム50馬力ロータリーエンジンを装備していた。
1916年初め、ソッピース社はこの飛行機をもとに戦闘機を開発した。そうして完成したパップは、単座の複葉機で、胴体は木製の枠に布張り、上下の翼は同じ幅を持ち、支柱は左右各1対だった。主車輪の車軸は左右一体でありV字型の支柱で胴体下部の縦通材に取り付けられていた。縦通材の尾部には尾橇が取り付けられた。エンジンはほとんどが80馬力のル・ローヌ・ロータリーエンジンだったが、1917年に本土防空に従事した機体はより強力な100馬力のグノーム・モノスーパープを装備した。武装は7.7 mmのビッカース機銃1挺で、ソッピース＝カウパー断流器によって同調していた。
パップの生産数は全部で1,770機であり、うちソッピース社が96機、スタンダード・モーター社が約850機、ホワイトヘッド・エアクラフト社が約820機、ウィリアム・ビアドモア社が約30機を生産した。

## 運用歴
ソッピース パップは当初イギリス陸軍航空隊（RFC）とイギリス海軍航空隊（RNAS）によって使用された。1916年5月、RNASは運用試験のためにA飛行隊に第一陣のパップを受領した。それらパップは海軍第8飛行隊に配備されて1916年10月に西部戦線に進出、ソンムの戦場の上空で年末までに20機の敵機を撃墜し、良好な成績を収めた。陸軍航空隊で最初にパップに機種転換した第54飛行隊は12月にフランスに到着した。パップはすぐに初期のフォッカー、ハルバーシュタット、アルバトロスなどの複葉機に対する優位を証明した。マンフレート・フォン・リヒトホーフェンはパップとの遭遇戦の後に「我々はすぐに敵の飛行機が我々のものより優れていることを知った。」と述べている。

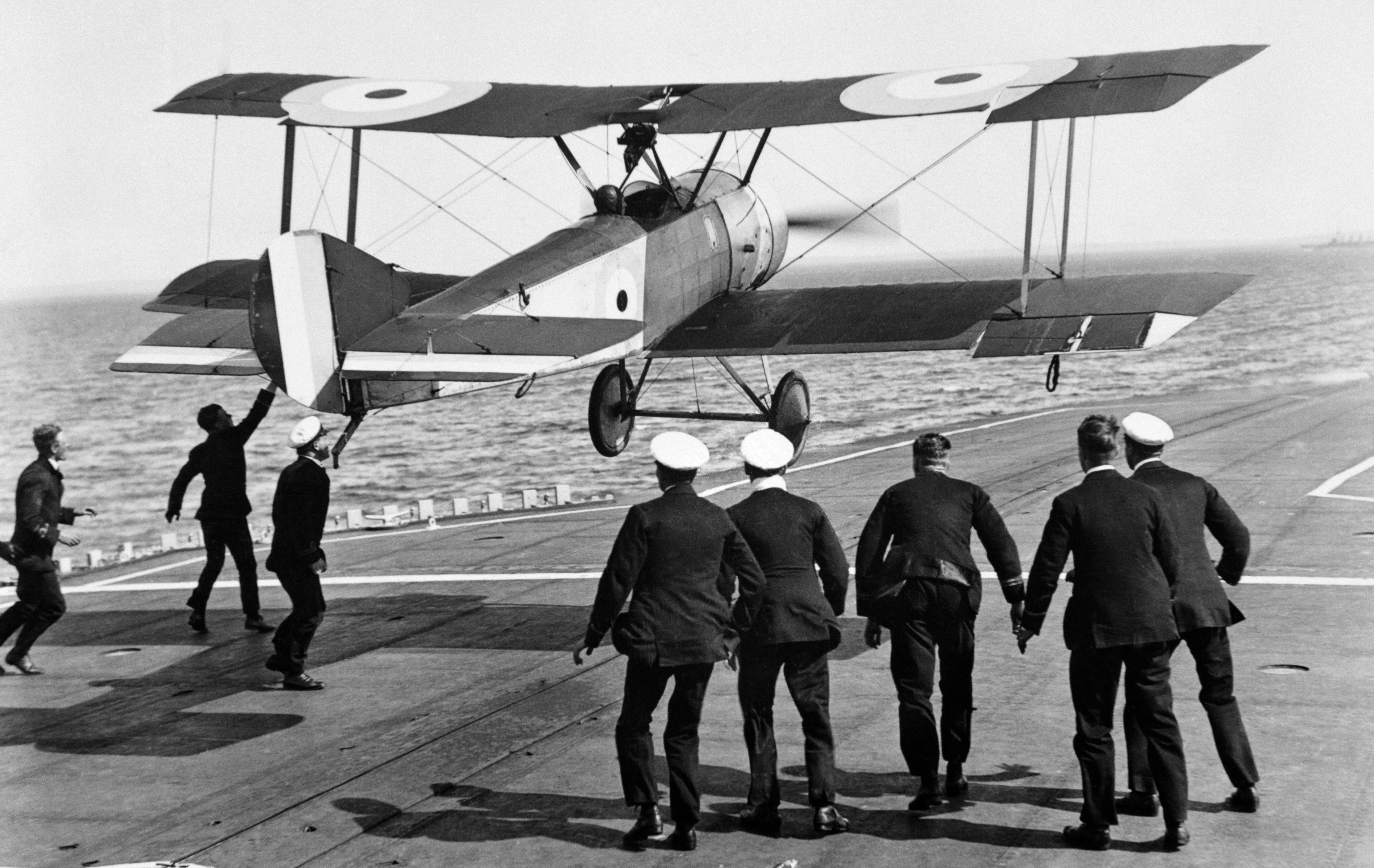
ソッピース パップで空母フューリアスに着艦するE・H・ダニング飛行隊長

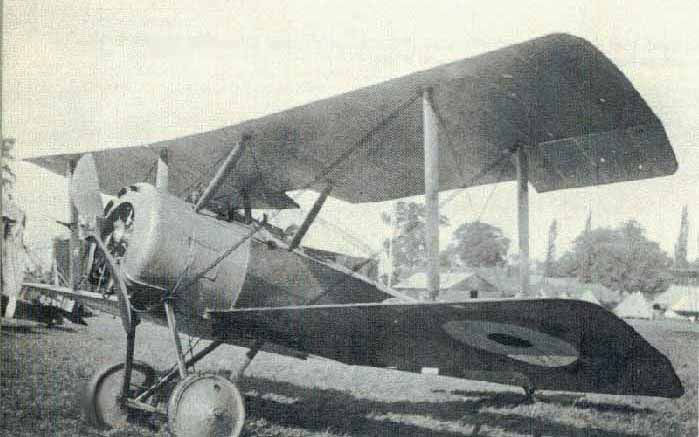
100馬力グノーム・モノスーパープエンジンを装備したパップ

パップはその軽量さと大きな翼面積によって高い上昇率を得ていた。また、両翼に取り付けられた補助翼によって機敏さも高かった。パップはドイツ帝国の戦闘機アルバトロス D.IIIと比較してエンジンの馬力も武装も半分にすぎなかったが、軽い翼面荷量により、特に15,000フィート（4,500m）以上の高度では機動性において勝っていた。撃墜王ジェームズ・マッカデンは次のように語っている：「空中戦となると、ソッピース（パップ）はアルバトロスが1回旋回する間に2回も旋回することができた。...どんな飛び方をしてもピカ一のマシンだった。素晴らしく軽くて、ちょっと訓練しただけでテニスコートくらいの場所に着陸させることができるほど離着陸も容易だった」。しかし、パップは縦方向に不安定な傾向があった。あるパイロットによれば「くしゃみをするだけで機体が回ってしまうくらい軽かった」ということである。
パップの実戦配備はピーク時でも海軍航空隊の4個飛行隊（第3、第4、第8、第9）と陸軍航空隊の3個飛行隊（第54、第46、第66）にとどまった。1917年春には、ドイツの最新型戦闘機に優位を奪われており、海軍航空隊はパップをまずソッピース トライプレーンに、そしてソッピース キャメルに交替させた。一方陸軍のパップ飛行隊は、損害の増加にもかかわらず戦い続け、最後のパップがキャメルと交替して最前線から退いたのは1917年秋になってのことだった。もっともパップは引退したわけではなく、戦争の残りの期間、第2線的な種々の任務に使われ続けた。
1917年中頃のゴータ爆撃機によるロンドン空襲は、初期の飛行船の空襲よりはるかに多くの損害と犠牲を強いた。イギリスの防空部隊がこれに有効に対応できなかったことによって大きな政治的な波紋が起きた。これに対応して第66飛行隊が短期間カレーに後退し、また第46飛行隊が数週間ロンドン近郊のサットンズファーム飛行場へ移された。さらに本土防衛を任務とする2つの新しいパップ戦隊（7月に第112、8月に第61飛行隊）が編成された。本土防空用のパップの多くは性能向上のために強力な100馬力グノーム・モノスーパープエンジンを装備していた。これらの機体は、カウリング前面の穴が追加されていることで識別することができる。 
パップはまた草創期の空母の運用試験にも多く使用された。1917年8月2日、エドウィン・ダニング飛行隊長の操縦によるパップは、行動中の艦（フューリアス）に着艦した最初の飛行機となったが、ダニングは3度目の着艦の際に艦の横に落ちて死亡した。パップの空母での運用は1917年早くに開始されたが、最初の機体は、標準的な車輪の代わりに胴体下に橇を装着していた。後に、着艦の際に甲板上のワイヤーで飛行機を「引っ掛ける」システムが実用化され、着艦装置は通常の車輪に戻された。パップは3隻の航空母艦（カンパニア、フューリアス、マンクスマン）で艦上戦闘機として運用された。巡洋艦や戦艦に配備されたものもあり、その場合は砲塔上のプラットフォームから発進した。1917年8月21日、巡洋艦ヤーマスから発進したパップは、デンマーク沖でドイツのツェッペリン飛行船L 23を撃墜した。
日本では、1917年に山下汽船の社長であった山下亀三郎が航空兵力増強に用いることを条件に、陸海軍に50万円ずつ寄付したことをきっかけに両軍に導入された。日本でのパップの制式名称はソ式3型で、陸軍は1919年に50機、海軍は導入した複数の新鋭機の一種としてパップを購入した。
日本陸軍では主力戦闘機とはならなかったが、シベリア出兵においてはウラジオストクに派遣されたほか、1921年5月2日には川井田義匡中尉によって飛行時間2時間8分の間に連続宙返り456回の世界記録が樹立された。一方の海軍は艦載戦闘機としての運用を計画し、1920年6月22日に桑原虎雄大尉が全速航行中の水上機母艦若宮の艦首に設けられた滑走台からの離陸に成功。さらに戦艦山城の2番主砲塔上に設けられた滑走台からの離陸にも成功。その後、伊勢、扶桑などの主力戦艦の砲塔に滑走台とパップが搭載されて運用された。
アメリカ海軍もパップを導入し、著名なオーストラリア/イギリスのテストパイロット、エドガー・パーシバルによって艦上戦闘機の運用を研究した。1926年、パーシバルはグアンタナモ湾上の戦艦アイダホからパップによるカタパルト発進を行った。
パップは優秀な高等練習機として、第一次世界大戦の残りの期間及び戦後にかけて使用された。もっとも実際には、多くのパップ「練習機」は上級将校の個人用乗用機として確保されていた。

## 派生型
ソッピース アドミラルティタイプ 9901
最初はアドミラルティ（海軍省）型と呼ばれた。
ソッピース パップ
単座戦闘/偵察機
ソッピース ダブ
複座民間機。10機のみ製作。
オルコック スカウト
破損したパップの残存部品を一部に使用して製作された飛行機。

## 運用者
イギリス
- イギリス陸軍航空隊 / イギリス空軍
  - 第36、46、50、54、61、64、65、66、81、87、89、92、112、141、187、188、189、203飛行隊
- イギリス海軍航空隊

 オーストラリア
- オーストラリア航空隊
  - 第5、6、8飛行隊（いずれもイギリス国内での訓練部隊）
  - 中央飛行学校（ビクトリア州ポイントクック）
- オーストラリア空軍
  - 第1飛行訓練学校（ビクトリア州ポイントクック）

 ギリシャ王国
 日本
- 大日本帝国陸軍
- 大日本帝国海軍

 アメリカ合衆国
- アメリカ海軍

 オランダ
 ロシア帝国

## 現存機とレプリカ
ソッピース パップにはいくつかの飛行可能なものを含むレプリカが存在する。ソッピース・ダブの1機（民間登録符号G-EBKY）は、1930年代にシャトルワーストラストによってパップ仕様に改造され、今日でも飛行している。
飛行可能な複製として著名なのは、コール・パレンの設立したオールド・ラインバック・エアロドローム（ニューヨークにある第一次世界大戦当時の航空機の博物館）の共同出資者の一人であるリチャード・キングによって1960年代後期に作られたものであり、アメリカのメイン州ロックランドにあるアウルズヘッド交通博物館に現在も飛べる状態で保管されている。そのエンジンは第一次世界大戦当時のオリジナルの年代物の80馬力ル・ローヌで、開館記念日などの特別なイベント飛行している。
現在、1973年になって発見されたオリジナルのパップの復元が進められており、2010年末には飛行する予定とされている。これはおそらくオリジナルのパップの唯一の生き残りである。

## 性能諸元（80馬力ル・ローヌエンジン装備型）

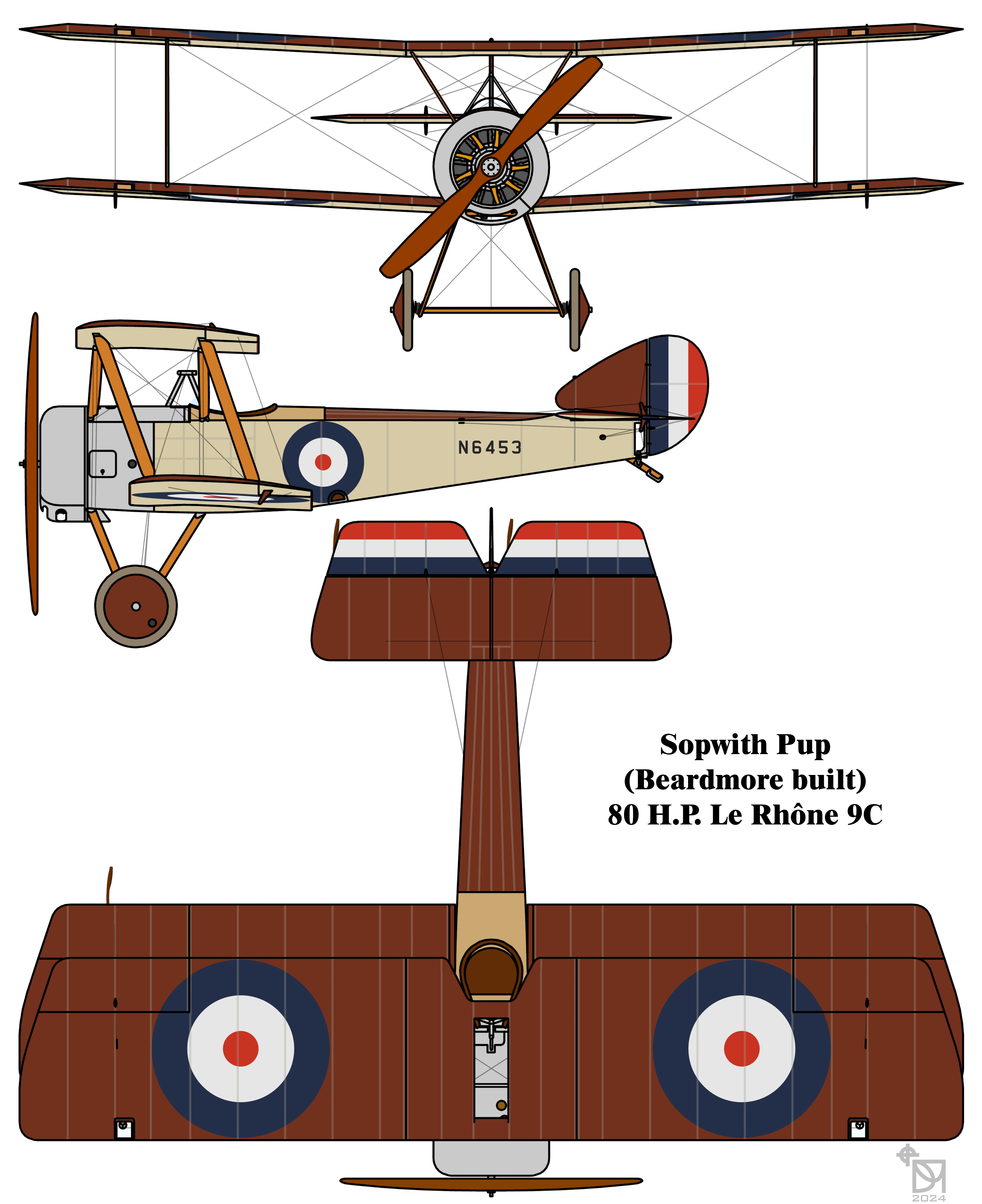
ソッピース パップ

出典: British Naval Aircraft since 1912 
諸元
- 乗員: 1
- 全長: 5.89 m （19 ft 3.75 in）
- 全高: 2.87 m （9 ft 5 in）
- 翼幅: 8.08 m（26 ft 6 in）
- 翼面積: 23.6 m2 （254 ft2）
- 空虚重量: 358 kg （787 lb）
- 運用時重量: 557 kg （1,225 lb）
- 動力: ル・ローヌ空冷 ロータリーエンジン、80 hp    × 1

性能
- 超過禁止速度: km/h （kt）
- 最大速度: 180 km/h /海面 （97 kt）
- 航続距離: 3時間
- 実用上昇限度: 5,600 m （17,500 ft）
- 上昇率: 10,000フィート（3,050 m）まで14分、16,100フィート（4,910 m）まで35分

武装
- 固定武装: 7.7 mmヴィッカース機銃（プロペラ同調） ×1